# 3896-os busz
A 3896-os jelzésű autóbuszvonal egy Tokajbusz-járat, mely Tokaj, idősek otthona fordulótól Tokaj, vasútállomásra közlekedik. A Volánbusz Zrt. üzemelteti nyári időszámítás alatt péntektől vasárnapig.

## Útvonala
Tokaj idősek otthona fordulótól indul. Déli irányban szeli át a várost, minden megállót érintve. A 38-as főútnak csak egy kis töredékén robog, a város vasútállomásán végállomásoznak a járatok.
Ellentétes irányban nem közlekedik.

## Közlekedése
Az autóbuszok az imént részletezett útvonalon közlekednek a nyári időszámítás alatt péntek esti, valamint a szombat és vasárnap késő délelőttől késő estig terjedő időszakban. Átszállást biztosítanak Tokaj vasútállomáson a személy és InterCity vonatokra Miskolc és Nyíregyháza irányába/irányából egyaránt.
| Útvonal                                  | Indításszám | Közlekedési rend                                               |
| ---------------------------------------- | ----------- | -------------------------------------------------------------- |
| Tokaj, idősek otthona ford. ➝ Tokaj, vá. | 2 oda       | nyári időszámítás alatt, pénteken                              |
| Tokaj, idősek otthona ford. ➝ Tokaj, vá. | 7 oda       | nyári időszámítás alatt, szabadnapokon és munkaszüneti napokon |

## Látványosságok
| Település | Látványosság    |
| --------- | --------------- |
| Tokaj     | Fesztiválkatlan |
| Tokaj     | Belváros        |

## Megállóhelyei
| 0 | Tokaj, idősek otthona forduló végállomás   | 0.0 km | 3807, 3808, 3853, 3892, 3895, 4243                                                    |
| 1 | Tokaj, egészségügyi központ                | 0.2 km | 1449 3807, 3808, 3853, 3874, 3881, 3885, 3892, 3895, 4243                             |
| 2 | Tokaj, kereskedelmi szakmunkás középiskola | 0.8 km | 1449 3807, 3808, 3853, 3874, 3881, 3885, 3892, 3895, 4243                             |
| 3 | Tokaj, Vasipari KTSZ                       | 1.4 km | 3853, 3885, 3892, 3895                                                                |
| 4 | Tokaj, Fesztiválkatlan                     | 1.7 km | 3853, 3885, 3892, 3895                                                                |
| 5 | Tokaj, Serház utca 38.                     | 2.4 km | 1449 3807, 3808, 3853, 3874, 3881, 3885, 3892, 3895, 4243                             |
| 6 | Tokaj, gimnázium                           | 3.6 km | 3807, 3808, 3853, 3874, 3885, 3892, 3895, 4243, 4245                                  |
| 7 | Tokaj, vasútállomás végállomás             | 4.4 km | 3853, 3874, 3885, 3892, 3895, 4243, 4245 Tokaj InterCity, személyvonat – Tokaj [100c] |